# Chlidonoptera vexillum
Chlidonoptera vexillum är en bönsyrseart som beskrevs av Karsch 1892. Chlidonoptera vexillum ingår i släktet Chlidonoptera och familjen Hymenopodidae. Inga underarter finns listade i Catalogue of Life.

## Bildgalleri

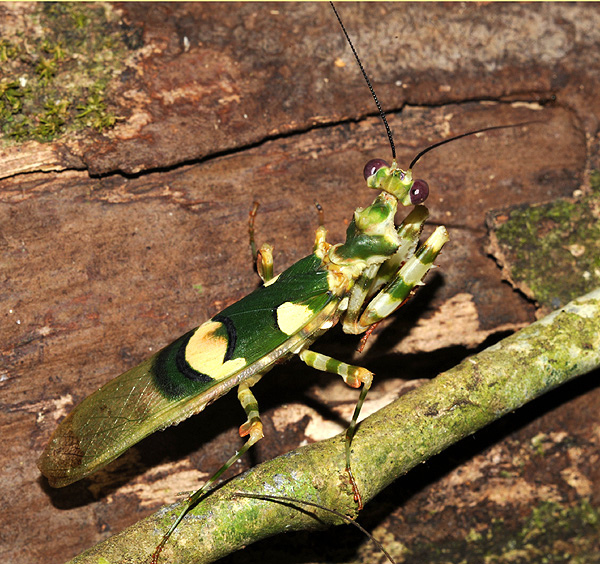